# 沈鸿根
沈鸿根（1943年12月26日—），别号江鸟，中国上海市人，当代中国书法家，主攻中国硬笔书法艺术。济南大学兼职教授，洛阳外国语学院客座教授。